# Tityus neblina
Espèce
Tityus neblina est une espèce de scorpions de la famille des Buthidae.

## Distribution
Cette espèce se rencontre dans le massif du Pico da Neblina au Brésil dans l'État d'Amazonas et au Venezuela dans l'État d'Amazonas.

## Description
Le mâle holotype mesure 46,1 mm et la femelle paratype 52,5 mm.

## Étymologie
Son nom d'espèce lui a été donné en référence au lieu de sa découverte, le massif du Pico da Neblina.

## Publication originale
- Lourenço, 2008 : « Description of Tityus (Atreus) neblina sp. n. (Scorpiones, Buthidae), from the "Parque Nacional do Pico da Neblina", in Brazil/Venezuela, with comments on some related species. » Boletín de la Sociedad Entomológica Aragonesa, no 43, p. 75-79 (texte intégral).